# Can Barnils (Sant Cugat del Vallès)
Can Barnils o Casa Mir és un edifici del municipi de Sant Cugat del Vallès (Vallès Occidental) que forma part de l'Inventari del Patrimoni Arquitectònic de Catalunya.

## Descripció
És una torre aïllada i envoltada per un gran jardí. Presenta una estructura de planta rectangular, planta baixa i pis. S'han diferenciat tres cossos a la façana principal mitjançant el cos central que sobresurt per damunt de la façana i per un porxo en la porta d'entrada coronat per un balcó amb barana de llaçaria de tema floral. Abundant decoració de tema floral a les finestres. Fris que separa el primer pis del coronament de la façana. En un dels costats laterals s'alça una torre mirador. Les façanes són arrebossades amb aplacat de falsa pedra i el cos central és arrebossat de blanc

## Història
Aquesta casa fou construïda per uns anglesos que eren de la Companyia Canadenca de la llum. Anteriorment s'anomenava Cal Mir.